# Krishna (distrikt)
 For alternative betydninger, se Krishna (flertydig). (Se også artikler, som begynder med Krishna)
Krishna (telugu: కృష్ణా జిల్లా, hindi: कृष्णा ज़िला) er et distrikt i den indiske delstat Andhra Pradesh. Distriktets hovedstad er Machilipatnam.

## Demografi
Ved folketællingen i 2011 var der 4.529.009 indbyggere i distriktet, mod 4,187,841 i 2001. Den urbane befolkningen udgør 41,01 % af befolkningen.
Børn i alderen 0 til 6 år udgjorde 8,98 % i 2011 mod 11,91 % i 2001. Antallet af piger i den alder per tusinde drenge er 953 i 2011 mod 963 i 2001.

## Inddelinger

### Mandaler
I Andhra Pradesh er mandal det tredje administrative niveau, under staten og distrikterne. Krishna distrikt har 50 mandaler.
1. A.Konduru
2. Agiripalli
3. Avanigadda
4. Bantumilli
5. Bapulapadu
6. Challapalli
7. Chandarlapadu
8. Chatrai
9. G.Konduru
10. Gampalagudem
11. Gannavaram
12. Ghantasala
13. Gudivada
14. Gudlavalleru
15. Guduru
16. Ibrahimpatnam
17. Jaggayyapeta
18. Kaikaluru
19. Kalidindi
20. Kanchikacherla
21. Kankipadu
22. Koduru
23. Kruthivennu
24. Machilipatnam
25. Mandavalli
26. Mopidevi
27. Movva
28. Mudinepalli
29. Musunuru
30. Mylavaram
31. Nagayalanka
32. Nandigama
33. Nandivada
34. Nuzvid
35. Pamarru
36. Pamidimukkala
37. Pedana
38. Pedaparupudi
39. Penamaluru
40. Penuganchiprolu
41. Reddigudem
42. Thotlavalluru
43. Tiruvuru
44. Unguturu
45. Vatsavai
46. Veerullapadu
47. Vijayawada (Landdistrikt)
48. Vijayawada (Urban)
49. Vissannapeta
50. Vuyyuru